# جائزة فرنسا الكبرى 1958
جائزة فرنسا الكبرى 1958 هو سباق فورمولا 1 أقيم بتاريخ 6 يوليو 1958 في رانس، فرنسا. كان السادس من أصل 11 في بطولة العالم لسباقات الفورمولا واحد موسم 1958. حلّ البريطاني مايك هاوثورن أولا بينما جاء البريطاني ستيرلنغ موس في المركز الثاني وحصل على المركز الثالث الألماني فولفغانغ فون تريبس.